# Liste der Länder nach ethnischer Zusammensetzung
Die folgende Liste der Länder nach ethnischer Zusammensetzung listet Staaten, Außengebiete und einige De-facto-Regime nach ihrer anteilsmäßigen ethnischen Bevölkerungszusammensetzung auf. Ethnische Klassifizierungen unterscheiden sich von Land zu Land und sind deshalb nicht über Ländergrenzen hinweg vergleichbar. Während einige Länder Klassifizierungen nach breiten Abstammungsgruppen oder Eigenschaften wie der Hautfarbe vornehmen (z. B. die ethnische Kategorie der Weißen in den Vereinigten Staaten und einigen weiteren Ländern der Neuen Welt), werden in anderen Ländern verschiedene ethnische, kulturelle, linguistische oder religiöse Faktoren zur Einteilung benutzt. Ethnische Gruppen können in Untergruppen unterteilt sein, die je nach Quelle als unabhängige eigene ethnische Gruppen identifiziert werden oder nicht.
Eine Reihe von Ländern erhebt auch keinerlei Schätzungen zur ethnischen Zusammensetzung ihrer Bevölkerung (z. B. Frankreich) und die ethnische Zusammensetzung der Bevölkerung ist in vielen Ländern von hoher politischer Brisanz, weshalb für viele Länder keine verlässlichen Daten vorliegen. Deshalb werden in einigen Fällen Indikatoren wie die Staatsbürgerschaft/Nationalität, die Abstammung bzw. Herkunft, das Geburtsland oder die Sprache als alternative Indikatoren genutzt. Die Daten der Liste sind auch von unterschiedlicher Qualität und Aktualität, da zu vielen Ländern nur unregelmäßig aktualisierte Schätzungen vorliegen. Die meisten Einträge der Liste stammen aus der Datenbank des World Factbook der Central Intelligence Agency (CIA) oder von nationalen Statistikämtern.

## Liste
Länder und Gebiete sind alphabetisch sortiert. Außengebiete und De-facto-Regime, welche keine allgemein anerkannten souveränen Staaten sind, werden in der Liste in kursiv geschrieben.
| Land                                       | Ethnien |
| Abchasien                                  | Nach Ethnie Abchasen (50,7 %), Georgier (19,2 %), Armenier (17,4 %), Russen (9,1 %), Griechen (0,6 %), sonstige (3,0 %) (2011, Volkszählung) |
| Afghanistan                                | Nach Ethnie Paschtunen (42 %), Tadschiken (27 %), Hazara (9 %), Usbeken (9 %), Aimaken (4 %), Turkmenen (3 %), Belutschen (2 %), sonstige (4 %, darunter Pamiri, Araber, Nuristani und weitere) (2013, Schätzung) |
| Ägypten                                    | Nach Nationalität Ägypter (99,7 %), sonstige (0,3 %) (2006, Schätzung) Nach Ethnie Ägyptische Araber, Fellachen, Sa'idi (Oberägypter), Kopten, Beduinen, Nubier, Berber, Tscherkessen, Bedscha, Griechen, Armenier, Türken, Albaner und weitere |
| Albanien                                   | Nach Ethnie Albaner (82,6 %), Griechen (0,9 %), sonstige (1 %, darunter Montenegriner, Walachen, Roma, Mazedonier und weitere), unspezifiziert (15,5 %) (2011, Volkszählung) |
| Algerien                                   | Nach Ethnie Araber und Berber (99 %, darunter reine Berber ca. 15 %), Europäer unter 1 % (Schätzung) |
| Amerikanische Jungferninseln               | Nach Ethnie Schwarze (76 %), Weiße (15,6 %), Asiaten (1,4 %), sonstige (4,9 %), vermischte Abstammung (2,1 %) (2010, Volkszählung) |
| Amerikanisch-Samoa                         | Nach Ethnie Samoaner (83,2 %), Asiaten (5,8 %), vermischte Abstammung (4,4 %) Tongaer (2,2 %), sonstige (4,4 %) (2020, Volkszählung) |
| Andorra                                    | Nach Nationalität Andorraner (48,3 %), Spanier (24,8 %), Portugiesen (11,2 %), Franzosen (4,5 %), Argentinier (1,4 %), sonstige (9,8 %) (2021 Schätzung) (2021, Schätzung) |
| Angola                                     | Nach Ethnie Ovimbundu (37 %), Kimbundu (25 %), Bakongo (13 %), Mestico (2 %, Europäische und afrikanische Abstammung), Europäer (1 %), sonstige (22 %) (Schätzung) |
| Anguilla                                   | Nach Ethnie Schwarze (85,3 %), Hispanoamerikaner (4,9 %), vermischte Abstammung (3,8 %), Weiße (3,2 %), Inder (1 %), sonstige (1,6 %), unspezifiziert (0,3 %) (2011, Schätzung) |
| Antigua und Barbuda                        | Nach Ethnie Schwarze (87,3 %), vermischte Abstammung (4,7 %), Hispanoamerikaner (2,7 %), Weiße (1,6 %), sonstige (2,7 %), unspezifiziert (0,9 %) (2011, Schätzung) |
| Äquatorialguinea                           | Nach Ethnie Fang (85,7 %), Bubi (6,5 %), Kombe (3,6 %), Annobonesen (1,6 %), Bujeba (1,1 %), sonstige (1,4 %) (1994, Schätzung) |
| Argentinien                                | Nach Ethnie Europäer (größtenteils Italiener, Spanier) und Mestizen (97,2 %), Ureinwohner Amerikas (2,4 %), Afrikaner (0,4 %) (2010, Schätzung) |
| Armenien                                   | Nach Ethnie Armenier (98,1 %), Jesiden (1,2 %), sonstige (0,7 %, darunter Russen, Kurden, Assyrer und weitere) (2011, Volkszählung) |
| Aruba                                      | Nach Nationalität Niederländer (78,7 %), Kolumbianer (6,6 %), Venezolaner (5,5 %), Dominikaner (2,8 %), Haitianer (1,3 %), sonstige (5,1 %) (2020 Schätzung) |
| Aserbaidschan                              | Nach Ethnie Aserbaidschaner (91,6 %), Lesgier (2,0 %), Russen (1,3 %), Armenier (1,3 %), Talyschen (1,3 %), Awaren (0,5 %), sonstige (1,9 %) (2009, Volkszählung) |
| Äthiopien                                  | Nach Ethnie Oromo (35,8 %), Amharen (24,1 %), Somali (7,2 %), Tigray (5,7 %), Sidama (4,1 %), Gurage (2,6 %), Wolaytta (2,3 %), Afar (2,2 %), Silt’e (1,3 %), Kaffa (1,2 %), sonstige (13,5 %, darunter Hadiyya, Gedeo, Gumuz, Nuer und Dutzende weitere) (2022, Schätzung) |
| Australien                                 | Nach Abstammung (mit Mehrfachnennung) Engländer (33 %), Australier (29,9 %, Abstammung von frühen Siedlern), Iren (9,5 %), Schotten (8,6 %), Chinesen (5,5 %), Italiener (4,4 %), Deutsche (4,0 %), Inder (3,1 %), Aborigines (2,9 %), Griechen (1,7 %), unspezifiziert (4,7 %) (2021, Volkszählung) |
| Bahamas                                    | Nach Ethnie Schwarze (90,6 %), Weiße (4,7 %), vermischte Abstammung (2,1 %), sonstige (1,9 %), unspezifiziert (0,7 %) (2010, Schätzung) |
| Bahrain                                    | Nach Ethnie Bahrainer (46 %), Asiaten (45,5 %), sonstige Araber (4,7 %), Afrikaner (1,6 %), Europäer (1 %) (2010, Schätzung) |
| Bangladesch                                | Nach Ethnie Bengalen (98,9 %), ethnische Minderheiten (1,1 %, Anteil der Minderheiten möglicherweise unterschätzt) (2010, Volkszählung) |
| Barbados                                   | Nach Ethnie Schwarze (92,4 %), vermischte Abstammung (3,1 %), Weiße (2,7 %), Inder (1,3 %), sonstige (0,2 %), unspezifiziert (0,3 %) (2010, Schätzung) |
| Belarus                                    | Nach Ethnie Belarussen (84,9 %), Russen (7,5 %), Polen (3,1 %), Ukrainer (1,7 %), sonstige (2,8 %) (2019, Volkszählung) |
| Belgien                                    | Nach Migrationsstatus Belgier ohne Migrationshintergrund (65,5 %), Belgier mit Migrationshintergrund (21,0 %, davon aus Europa 10,8 %, aus Afrika 7,0 %, aus Asien und Ozeanien 1,7 %, aus einer anderen Region oder unspezifisch 1,5 %), Ausländer (13,4 %, davon aus Europa 9,4 %, aus Afrika 2,0 %, aus Asien und Ozeanien 1,3 %, aus einer anderen Region oder unspezifisch 0,8 %) (2023, Schätzung) |
| Belize                                     | Nach Ethnie (mit Mehrfachnennung) Mestizen (52,9 %), Kreolen (25,9 %), Maya (11,3 %), Garifuna (6,1 %), Inder (3,9 %), Mennoniten (3,6 %), Weiße (1,2 %), Asiaten (1 %), sonstige (1,2 %), unbekannt (0,3 %) (2010, Volkszählung) |
| Benin                                      | Nach Ethnie Fon (38,4 %), Adja (15,1 %), Yoruba (12,0 %), Bariba (9,6 %), Fulbe (8,6 %), Ottamari (6,1 %), Yoa-Lokpa (4,3 %), Dendi (2,9 %), sonstige (0,9 %), Ausländer (1,9 %) (2013, Volkszählung) |
| Bermuda                                    | Nach Ethnie Schwarze (52 %), Weiße (31 %), vermischte Abstammung (9 %), Asiaten (4 %), sonstige (4 %) (2010, Schätzung) |
| Bhutan                                     | Nach Ethnie Ngalop (50 %), Nepalesen (35 %), indigene Völker und migrierende Stämme (15 %) (Schätzung) |
| Bolivien                                   | Nach Ethnie Mestizen (68 %), Ureinwohner Amerikas (20 %, darunter Aymara und Quechua), Weiße (5 %), Cholo (2 %), Afrikaner (1 %), sonstige (1 %), unspezifiziert (3 %) (2009, Schätzung) |
| Bosnien und Herzegowina                    | Nach Ethnie Bosniaken (50,1 %), Serben (30,8 %), Kroaten (15,4 %), sonstige (2,7 %, darunter Albaner, Roma, Montenegriner und weitere), unspezifiziert (1 %) (2013, Volkszählung) |
| Botswana                                   | Nach Ethnie Tswana (79 %), Kalanga (11 %), San (3 %), sonstige (7 %, darunter Kgalagadi, Europäer und weitere) (Schätzung) |
| Brasilien                                  | Nach Ethnie vermischte Abstammung (45,3 %), Weiße (43,5 %), Afrobrasilianer (10,2 %), Ureinwohner Brasiliens (0,6 %), Asiaten (0,4 %) (2022, Volkszählung) |
| Britische Jungferninseln                   | Nach Ethnie Schwarze (76,3 %), Hispanoamerikaner (5,5 %), Weiße (5,4 %), vermischte Abstammung (5,3 %), Inder (3,7 %), sonstige (3,0 %), unspezifisch (0,8 %) (2010, Schätzung) |
| Brunei                                     | Nach Ethnie Malaien (67,4 %), Chinesen (9,6 %), sonstige (23 %) (2021, Volkszählung) |
| Bulgarien                                  | Nach Ethnie Bulgaren (84,6 %), Türken (8,4 %), Roma (4,4 %, laut anderen Schätzungen 9–11 %), Russen (0,2 %), Armenier (0,1 %), sonstige (1,0 %), unspezifisch (1,3 %) (Volkszählung 2021, Anteile beziehen sich auf Personen die ihre Ethnie angegeben habe) |
| Burkina Faso                               | Nach Ethnie Mossi (52 %), Fulbe (8,4 %), Gurma (7 %), Bobo (4,9 %), Gurunsi (4,6 %), Senufo (4,5 %), Bissa (3,7 %), Lobi (2,4 %), Dagaare (2,4 %), Tuareg/Bella 1,9 %, Dioula (0,8 %), nicht spezifiziert/keine Antwort (0,3 %), sonstige (7,2 %) (2010, Schätzung) |
| Burundi                                    | Nach Ethnie Hutu, Tutsi, Twa, Phuthi, Südasiaten |
| Cayman Islands                             | Nach Ethnie vermischte Abstammung (40 %), Weiße (20 %), Schwarze (20 %), Ausländer (20 %) (Schätzung) |
| Chile                                      | Nach Ethnie Weiße und Mestizen (88,9 %), Mapuche (9,1 %), Aymara (0,7 %), andere Ureinwohner Amerikas (0,3 % darunter Rapanu, Quechua und weitere) (2012, Schätzung) |
| Volksrepublik China                        | Nach Ethnie Han (91,1 %), Zhuang (1,4 %), Uiguren (0,8 %), Miao (0,8 %), Mandschu (0,7 %), Yi (0,7 %), Tujia (0,7 %), Tibeter (0,5 %), Mongolen (0,5 %), sonstige (2,1 %, darunter Dong, Yao, Koreaner und über 100 weitere) (2020, Volkszählung) |
| Cookinseln                                 | Nach Ethnie Cook Islands Maori (81,3 %), vermischte Abstammung (6,7 %), sonstige (11,9 %) (2011, Schätzung) |
| Costa Rica                                 | Nach Ethnie Weiße oder Mestizen (83,6 %), Mulatten (6,7 %), Ureinwohner Amerikas (2,4 %), Schwarze (1,1 %), sonstige (4 %), unspezifiziert (2,2 %) (2011, Schätzung) |
| Curaçao                                    | Nach Geburtsort Curaçao (75,4 %), Niederlande (6 %), Dominikanische Republik (3,6 %), Kolumbien (3 %), Bonaire, Sint Eustatius, Saba (1,5 %), Haiti (1,2 %), Suriname (1,2 %), Venezuela (1,1 %), Aruba (1,1 %), sonstige (5 %), nicht spezifiziert (0,9 %) (2011, Schätzung) |
| Dänemark                                   | Nach Herkunft Dänen (84,6 %, einschließlich nationaler Minderheiten wie der Deutschen Minderheit), Einwanderer und ihre Nachfahren (15,4 %, darunter Türkeistämmige, Polen, Rumänen, Syrer, Ukrainer, Deutsche, Iraker und weitere) (2023, Schätzung) |
| Deutschland                                | Nach Migrationsstatus Deutsche ohne Migrationshintergrund (72,8 %), Deutsche mit Migrationshintergrund (14,4 %), Ausländer (12,9 %) (2021, Schätzung) Nach Herkunft Deutsche (71,3 %), Türkeistämmige (3,4 %), Russen bzw. Russlanddeutsche (1,6 %), Kasachen bzw. Kasachstandeutsche (1,6 %), Syrer (1,5 %) Rumänen (1,1 %) Italiener (1,1 %), Ukrainer (0,7 %), Kosovo-Albaner (0,7 %), sonstige (15,1 %, darunter Griechen, Libanesen, Serben, Spanier, Bulgaren und weitere), unspezifiziert (1,9 %) (2022, Schätzung) Nach Geburtsregion Deutschland (81,7 %), restliches Europa (11,7 %), Asien (5,2 %), Afrika (0,9 %), Amerika (0,5 %) (2022, Schätzung) |
| Dominica                                   | Nach Ethnie Schwarze (84,5 %), vermischte Abstammung (9 %), Ureinwohner Amerikas (3,8 %), sonstige (2,1 %), unspezifiziert (0,6 %) (2011, Schätzung) |
| Dominikanische Republik                    | Nach Ethnie vermischte Abstammung (70,4 %, Mulatten und Mestizen), Afrodominikaner (15,8 %), Weiße (13,5 %), sonstige (0,3 %) (2014, Schätzung) |
| Dschibuti                                  | Nach Ethnie Somali (60 %), Afar (35 %), sonstige (5 %, darunter Araber, Franzosen, Italiener, Äthiopier und weitere) (Schätzung) |
| Ecuador                                    | Nach Ethnie Mestizen (71,9 %), Montubio (7,4 %), Ureinwohner Amerikas (7,0 %, darunter Quechua und weitere), Weiße (6,1 %), Afroecuadorianer (4,3 %), Mulatten (1,9 %), sonstige (1,5 %) (2010, Volkszählung) |
| El Salvador                                | Nach Ethnie Mestizen (86,3 %), Weiße (12,7 %), Ureinwohner Amerikas (0,2 %, darunter Lenca, Kakawira, Pipilen und weitere), Afrosalvadorianer (0,1 %), sonstige (0,6 %) (2007, Schätzung) |
| Elfenbeinküste                             | Nach Ethnie Akan (28,9 %), Gur (16,1 %), Nördliche Mandé (14,5 %), Kru (8,5 %), Südliche Mandé (6,9 %), unspezifiziert (0,9 %), Ausländer (24,2 %) (2014, Schätzung) |
| Eritrea                                    | Nach Ethnie Tigrinya (50 %), Tigre (30 %), Saho (4 %), Afar (4 %), Kunama (4 %), Bilen (3 %), Bedscha (2 %), Nara (2 %), Rashaida (1 %) (2021, Schätzung) |
| Estland                                    | Nach Ethnie Esten (69,1 %), Russen (23,6 %), Ukrainer (2,1 %), Belarussen (0,9 %), Finnen (0,6 %), Letten (0,3 %), sonstige (3,4 %) (2021, Volkszählung) |
| Eswatini                                   | Nach Ethnie Mehrheitlich Swasi, Minderheit von Zulus und Weißen (Schätzung) |
| Falklandinseln                             | Nach Nationalität Falklandinsulaner (48,3 %), Briten (23,1 %), St. Helener (7,5 %), Chilenen (4,6 %), vermischte Abstammung (6 %), sonstige (8,5 %), unspezifiziert (2 %) (2016, Schätzung) |
| Färöer                                     | Nach Geburtsort Färöer (85,3 %), Dänemark (8,3 %), Nordische Länder (1,4 %), sonstige (4,5 %, darunter Philippinen, Polen, Rumänien und weitere) (2022, Schätzung) |
| Fidschi                                    | Nach Ethnie Fidschianer (56,8 %, Melanesische und Polynesische Abstammung), Inder (37,5 %), Rotumanen (1,2 %), sonstige (4,5 %, darunter Europäer, vermischte Abstammung, Chinesen und weitere) (2007, Schätzung) |
| Finnland                                   | Nach Sprachgruppe Finnisch (87,3 %), Schwedisch (5,2 %), Russisch (1,5 %), Estnisch (0,9 %), Arabisch (0,6 %), Englisch (0,4 %), Somali (0,4 %), Kurdisch (0,3 %), Persisch (0,3 %), sonstige (3,7 %) (2019, Schätzung) |
| Frankreich                                 | Nach Ethnie Die Erhebung offizieller Schätzungen zur ethnischen Zugehörigkeit ist in Frankreich verboten. Ethnien im Land sind die Franzosen und einheimische Minderheiten wie Korsen, Bretonen, Basken, Juden und Elsässer. Daneben leben in Frankreich zahlreiche Einwanderer und ihre Nachfahren, darunter aus Europa (Italien, Spanien, Portugal, Rumänien), Nordafrika (Algerien, Tunesien, Marokko), Asien (Vietnam), Armenien und den französischen Überseegebieten. Knapp 15 bis 20 % der Bevölkerung waren 2000 nicht-westlicher Herkunft. |
| Französisch-Polynesien                     | Nach Ethnie Polynesier (78 %), Chinesen (12 %), Franzosen (10 %) (Schätzung) |
| Gabun                                      | Nach Ethnie Gabuner (80,1 %, darunter Fang 23,2 %, Sira-Bapunu/Vili 18,9 %, Nzabi-Duma 11,3 %, Mbede-Teke 6,9 %, Myene 5 %, Kota-Kele 4,9 %, Okande-Tsogo 2,1 %, Pygmäen 0,3 %, sonstige 7,5 %), Ausländer (19,9 %, darunter Kameruner 4,6 %, Malier 2,4 %, Beniner 2,1 %, eingebürgerte Gabuner 1,6 %, Togolesen 1,6 %, Senegalesen 1,1 %, Kongolesen (Republik Kongo) 1 %, sonstige 5,5 %, einschließlich Kongolesen (DR Kongo), Äquatorialguineer, Nigerianer und weitere) (2012, Schätzung) |
| Gambia                                     | Nach Ethnie Mandinka/Jahanka (33,3 %), Fulbe/Tukolur/Lorobo (18,2 %), Wolof (12,9 %), Diola/Karoninka (11 %), Serahuleh (7,2 %), Serer (3,5 %), sonstige (4 %), Ausländer (9,9 %) (2019/20, Schätzung) |
| Georgien                                   | Nach Ethnie (ohne Abchasien und Südossetien) Georgier (86,8 %), Aserbaidschaner (6,3 %), Armenier (4,5 %), sonstige (4,5 %, darunter Russen, Ukrainer, Osseten, Jesiden, Griechen, Kisten und weitere) (2014, Schätzung) |
| Ghana                                      | Nach Ethnie Akan (45,7 %), Mole-Dagbon (18,5 %), Ewe (12,8 %), Ga-Dangme (7,1 %), Gurma (6,4 %), Guang (3,2 %), Mandé (2,0 %), sonstige (1,6 %) (Schätzung, 2016) |
| Gibraltar                                  | Nach Nationalität Gibraltarer (79 %), andere Briten (13,2 %), Spanier (2,1 %), Marokkaner (1,6 %), andere EU-Bürger (2,4 %), sonstige (1,6 %) (2012, Schätzungen) |
| Griechenland                               | Nach Staatsbürgerschaft Griechen (91,6 %), Albaner (4,4 %), sonstige (4,0 %) (2011, Volkszählung) |
| Grönland                                   | Nach eigenem Geburtsland und dem der Großeltern Grönland (90,1 %; mindestens ein Großelternteil), Dänemark (5,6 %), übrige Nordische Länder (0,9 %), übriges Europa (0,6 %), Asien (2,4 %; vor allem Philippinen und Thailand), sonstige (0,3 %) (2023) |
| Grenada                                    | Nach Ethnie Schwarze (82,4 %), vermischte Abstammung (13,3 %), Inder (2,2 %), sonstige (1,3 %), unspezifiziert (0,9 %) (2011, Schätzung) |
| Guam                                       | Nach Ethnie Chamorro (37,3 %), Filipino (26,3 %), Weiße (7,1 %), Chuukesen (7 %), Koreaner (2,2 %), andere Pazifikinsulaner (2 %), andere Asiaten (2 %), Chinesen (1,6 %), Palauaner (1,6 %), Japaner (1,5 %), Pohnpesen (1,4 %), vermischte Abstammung (9,4 %), sonstige (0,6 %) (2010, Volkszählung) |
| Guatemala                                  | Nach Ethnie Mestizen (56 %), Maya (41,7 %), andere Ureinwohner Amerikas (1,8 %), Afrikaner (0,2 %), Garifuna (0,1 %), Ausländer (0,2 %) (2018, Volkszählung) |
| Guernsey                                   | Nach Geburtsort Guernsey (53,1 %), Vereinigtes Königreich und Irland (23,9 %), Portugal (2,2 %), Lettland (1,5 %), sonstiges Europa (2,8 %), sonstige (4,4 %), unspezifiziert (11,4 %), (2020, Schätzung) |
| Guinea                                     | Nach Ethnie Fulbe (33,4 %), Malinke (29,4 %), Susu (21,2 %), Kpelle (7,8 %), Kissi (6,2 %), Loma (1,6 %), sonstige/Ausländer (0,4 %) (2018, Schätzung) (2018, Schätzung) |
| Guinea-Bissau                              | Nach Ethnie Balanta (30 %), Fulbe (30 %), Manjago (14 %), Mandinka (13 %), Pepel (7 %), sonstige (6 %) (2015, Schätzung) |
| Guyana                                     | Nach Ethnie Inder (39,8 %), Schwarze (29,3 %), vermischte Abstammung (19,9 %), Ureinwohner Amerikas (10,5 %), sonstige (0,5 %, darunter Weiße, Chinesen und weitere) (2012, Schätzung) |
| Haiti                                      | Nach Ethnie Schwarze (95 %), Mulatten, Weiße und sonstige (5 %) (Schätzung) |
| Honduras                                   | Nach Ethnie Mestizen (90 %), Ureinwohner Amerikas (7 %), Schwarze (2 %), Weiße (1 %) (Schätzung) |
| Hongkong                                   | Nach Ethnie Chinesen (91,6 %), Filipinos (2,7 %), Indonesier (1,9 %), Weiße (0,8 %), Inder (0,6 %), sonstige (2,4 %, darunter Nepalesen, Pakistaner, Thailänder und weitere) (2021, Volkszählung) |
| Indien                                     | Nach ethno-linguistischer Gruppe Indoarier (72 %), Draviden (25 %), sonstige (3 %, Sinotibeter, Austroasiaten, Andamaner, indigene Stämme, Anglo-Inder und weitere) (2000, Schätzung) Nach Muttersprache Hindi-Sprecher (43,6 %), Bengalen (8,3 %), Marathen (6,9 %), Telugu (6,7 %), Tamilen (5,7 %), Gujarati (4,6 %), Urdu-Sprecher (4,2 %), Kannada (3,6 %), Oriya (3,1 %), Malayali (2,9 %), Punjabis (2,7 %), Assamesen (1,3 %), sonstige (16,3 %) (2011, Volkszählung) |
| Indonesien                                 | Nach Ethnie Javaner (40,1 %), Sundanesen (15,5 %), Malaien (3,7 %), Batak (3,6 %), Maduresen (3 %), Betawi (2,9 %), Minangkabau (2,7 %), Buginesen (2,7 %), Bantenesen (2 %), Banjaresen (1,7 %), Balinesen (1,7 %), Achinesen (1,4 %), Dayak (1,4 %), Sasak (1,3 %), Chinesen (1,2 %), Sonstige (15 %) (2010, Schätzung) |
| Irak                                       | Nach Ethnie Araber (75–80 %), Kurden (15–20 %), sonstige (5 %, darunter Turkmenen, Jesiden, Schabak, Beduinen, Roma, Assyrer, Tscherkessen, Mandäer, Perser und weitere) (1987, Schätzung) |
| Iran                                       | Nach Ethnie Perser (65 %), Aserbaidschaner (16 %), Kurden (7 %), Luren (6 %), Araber (2 %), Belutschen (2 %), Turkmenen (1 %), Qaschqai (1 %), sonstige (1 %, darunter Armenier, Georgier, Assyrer, Tscherkessen und weitere) (2008, Schätzung) |
| Irland                                     | Nach Ethnie Weiße (87,4 %, davon weiße Iren 76,5 %, Pavee 0,7 %, andere Weiße 10,1 %), Asiaten (3,7 %), Schwarze (1,5 %), vermischte Abstammung (1,3 %), sonstige und unspezifiziert (6,2 %) (2022, Volkszählung) |
| Island                                     | Nach Geburtsland Island (81,3 %), Polen (5,6 %), Dänemark (1,0 %), sonstige (12,1 % darunter, Litauen, Vereinigte Staaten, Philippinen, Deutschland und weitere) (2021, Schätzung) |
| Isle of Man                                | Nach Ethnie Weiße (94,1 %), Asiaten (3,1 %), vermischte Abstammung (1,0 %), Schwarze (0,6 %), sonstige (0,4 %) (2021, Volkszählung) |
| Israel                                     | Nach Ethnie Juden (74 %), Arabische Israelis (21,1 %), sonstige (4,9 %, darunter Aramäer, Drusen, Armenier, Assyrer, Tscherkessen und weitere) (2020, Schätzung) Nach Geburtsort (nur Juden) Israel (78,7 %), Europa/Amerika/Ozeanien (14,8 %), Afrika (4,2 %), Asien (2,3 %) (2020, Schätzung) |
| Italien                                    | Nach Geburtsland Italien (89,4 %), Rumänien (1,8 %), Marokko (0,7 %), Albanien (0,7 %) Volksrepublik China (0,5 %), Ukraine (0,4 %), Indien (0,3 %), Bangladesch (0,3 %) und sonstige (5,9 %) (2022, Schätzung) Nach Ethnie Italiener, kleinere Gruppen von Tirolern, Franzosen und Slowenen im Norden und Griechen und Albanern im Süden, Migranten und ihre Nachfahren (Schätzung) |
| Jamaika                                    | Nach Ethnie Schwarze (92,1 %), vermischte Abstammung (6,1 %), Inder (0,8 %), sonstige (Chinesen, Weiße und weitere, 0,4 %) unspezifiziert (0,7 %) (2011, Volkszählung) |
| Japan                                      | Nach Nationalität Japaner (97,9 %), Chinesen (0,6 %), Koreaner (0,4 %), sonstige (1,1 %, darunter Vietnamesen, Filipinos, Brasilianer und weitere) (2017, Schätzung) |
| Jersey                                     | Nach Geburtsort Jersey (44,4 %), Vereinigtes Königreich (30,5 %), Portugal (9,4 %), Polen (3,0 %), Irland (2,1 %), sonstige (10,6 %) (2021, Schätzung) |
| Jemen                                      | Nach Ethnie Mehrheitlich Araber, Minderheit von Afrikanern und Südasiaten |
| Jordanien                                  | Nach Nationalität Jordanier (69,3 %), Syrer (13,3 %), Palästinenser (6,7 %), Ägypter (6,7 %), Iraker (1,4 %), sonstige (2,6 %) (2015, Volkszählung) |
| Kambodscha                                 | Nach Ethnie Khmer (95,4 %), Cham (2,4 %), Chinesen (1,5 %), sonstige (0,7 %) (2019/20, Schätzung) |
| Kamerun                                    | Nach Ethnie Bamileke-Bamun (24,3 %), Beti/Bassa, Mbam (21,6 %), Biu-Mandara (14,6 %), Araber-Choa/Hausa/Kanuri (11 %), Adamawa-Ubangi, (9,8 %), Grasländer (7,7 %), Kako, Meka/Pygmäen (3,3 %), Cotier/Ngoe/Oroko 2,7 %, südwestliche Bantu (0,7 %), ausländische/andere ethnische Gruppe (4,5 %) (2018, Schätzung) |
| Kanada                                     | Nach Ethnie Weiße (69,8 %), Südasiaten (7,1 %), Kanadische Ureinwohner (5,0 %), Chinesen (4,7 %), Afrokanadier (4,3 %), Südostasiaten (3,7 %), Araber (1,9 %), Lateinamerikaner (1,6 %), Westasiaten (1,0 %), Koreaner (0,6 %), Japaner (0,3 %) vermischte Abstammung (0,9 %) sonstige (0,5 %) (2021, Volkszählung) Nach Abstammung (häufigste Nennungen) Kanadier (Abstammung von frühen Siedlern 15,6 %), Engländer (14,7 %), Schotten (12,1 %), Iren (12,1 %), Franzosen (11,0 %), Deutsche (8,1 %), Chinesen (4,7 %), Italiener (4,3 %), Inder (3,7 %), Ukrainer (3,5 %), First Nations (1,7 %), Métis (1,5 %) (2021, Volkszählung)                          |
| Kap Verde                                  | Nach Ethnie Mulatten (71 %), Afrikaner (28 %), Europäer (1 %) (Schätzung) |
| Kasachstan                                 | Nach Ethnie Kasachen (70,7 %), Russen (15,2 %), Usbeken (3,3 %), Ukrainer (1,9 %), Uiguren (1,5 %), Deutsche (1,1 %), Tataren (1,1 %), Aserbaidschaner (0,8 %), Koreaner (0,6 %), sonstige (3,9 %, darunter Turkmenen, Tadschiken, Dunganen und weitere) (2023, Schätzung) |
| Katar                                      | Nach Nationalität Ausländer (88,4 %, darunter Inder, Pakistaner, Südostasiaten und weitere), Katarer (11,6 %) (2015, Schätzung) |
| Kenia                                      | Nach Ethnie Kikuyu (17,1 %), Luhya (14,3 %), Kalendjin (13,4 %), Luo (10,7 %), Kamba (9,8 %), Somali (5,8 %), Kisii (5,7 %), Mijikenda (5,2 %), Meru (4,2 %), Maasai (2,5 %), Turkana (2,1 %), Ausländer (1 %), sonstige (8,2 %, darunter Weiße, Araber, Inder, Chinesen und weitere) (2019, Volkszählung) |
| Kiribati                                   | Nach Ethnie I-Kiribati (95,8 %), vermischte Abstammung (3,8 %), Tuvaluer (0,2 %), sonstige (1,7 %) (2020, Schätzung) |
| Kirgisistan                                | Nach Ethnie Kirgisen (73,8 %), Usbeken (14,8 %), Russen (5,1 %), Dunganen (1,1 %), Uiguren (0,9 %), Tadschiken (0,9 %), Turkmenen (0,7 %), Kasachen (0,6 %), sonstige (2,1 %, darunter Tataren, Aserbaidschaner, Koreaner und weitere) (2021, Volkszählung) |
| Kokosinseln                                | Nach Ethnie Europäer, Cocos Malays |
| Kolumbien                                  | Nach Ethnie Mestizen und Weiße (87,6 %), Afrokolumbianer (6,8 %), Ureinwohner Amerikas (1,4 %) (2018, Schätzung) |
| Komoren                                    | Nach Ethnie Komorer (97,1 %, Mischung aus Bantu, Malagasy und Arabern), Makua (1,6 %), sonstige (1,3 %) (2000, Schätzung) |
| Demokratische Republik Kongo               | Nach Ethnie Über 200 ethnische Gruppen. Zu den größten darunter zählen Mongo, Baluba, Bakongo (alle Bantu), Mangbetu und Azande. |
| Republik Kongo                             | Nach Ethnie Kongo (Bakongo) (40,5 %), Batéké 16,9 %, Mboschi (13,1 %), Ausländer (8,2 %), Sanga (5,6 %), Mbere/Mbeti/Kele (4,4 %), Punu (4,3 %), Pygmäen (1,6 %), Oubanguiens (1,6 %), Duma (1,5 %), Makaa (1,3 %), Unspezifiziert (1 %) (2014/15, Schätzung) |
| Kosovo                                     | Nach Ethnie Albaner (92,9 %), Bosniaken (1,6 %), Serben (1,5 %), Türken (1,1 %), Aschkali (0,9 %), Balkan-Ägypter (0,7 %), Gorani (0,6 %), Roma (0,5 %), sonstige/unspezifizierte (0,2 %) (Volkszahlung 2011, Volkszählung wurde von Teilen der serbischen und Roma-Minderheit boykottiert) |
| Kroatien                                   | Nach Ethnie Kroaten (91,6 %), Serben (3,2 %), Bosniaken (0,6 %), Roma (0,5 %), sonstige (1,7 %, darunter Albaner, Italiener, Magyaren und weitere), unspezifiziert (2,4 %) (2021, Volkszählung) |
| Kuba                                       | Nach Ethnie Weiße (64,1 %), Mulatten (26,6 %), Afrokubaner (9,3 %) (2012, Volkszählung) |
| Kuwait                                     | Nach Ethnie Asiaten (40,3 %), Kuwaiter (30,4 %), andere Araber (27,4 %), Afrikaner (1 %), sonstige (0,9 %, darunter Europäer, Nordamerikaner, Südamerikaner und Australier) (2018, Schätzung) |
| Laos                                       | Nach Ethnie Lao (53,2 %), Khmu (11 %), Hmong (9,2 %), Phouthay (3,4 %), Tai (3,1 %), Bru (2,5 %), Katong (2,2 %), Lue (2 %), Akha (1,8 %), sonstige (11,6 %, dutzende bis hunderte weitere Ethnien) (2015, Volkszählung) |
| Lesotho                                    | Nach Ethnie Sotho (99,7 %), sonstige (0,3 %, Zulu, San, und weitere) (Schätzung) |
| Lettland                                   | Nach Ethnie Letten (62,7 %), Russen (24,5 %), Belarussen (3,1 %), Ukrainer (2,2 %), Polen (2 %), Litauer (1,1 %), sonstige (1,8 %), unspezifiziert (2,6 %) (2021, Volkszählung) |
| Libanon                                    | Nach Ethnie Araber (95 %, Maroniten, Sunniten, Schiiten, Griechisch-orthodoxe und weitere), Armenier (4 %), sonstige (1 %, darunter Kurden, Türken, Assyrer, Europäer und weitere) (Schätzung) |
| Liberia                                    | Nach Ethnie Kpelle (20,3 %), Bassa (13,4 %), Grebo (10 %), Gio (8 %), Mano (7,9 %), Kru (6 %), Loma (5,1 %), Kissi (4,8 %), Gola (4,4 %), Krahn (4 %), Vai (4 %), Mandingo (3,2 %), Gbandi (3 %), Mende (1,3 %), Sapo (1,3 %), andere Liberianer (1,7 %), andere Afrikaner (1,4 %), nicht-Afrikaner (0,1 %) (2008, Schätzung) |
| Libyen                                     | Nach Ethnie Araber und Berber (97 %), sonstige (3 %, darunter Ägypter, Türken, Inder, Italiener, Malteser und weitere) (Schätzung) |
| Litauen                                    | Nach Ethnie Litauer (84,6 %), Polen (6,5 %), Russen (5,0 %), Belarussen (1,0 %), Ukrainer (0,5 %), sonstige (0,6 %), unspezifiziert (1,8 %) (2021, Volkszählung) |
| Liechtenstein                              | Nach Nationalität Liechtensteiner (65,6 %), Schweizer (9,6 %), Österreicher (5,8 %), Deutsche (4,5 %), Italiener (3,1 %) sonstige (11,4 %) (2021, Schätzung) |
| Luxemburg                                  | Nach Nationalität Luxemburger (52,9 %), Portugiesen (14,5 %), Franzosen (7,6 %), Italiener (3,7 %), Belgier (3,0 %), Deutsche (2,0 %), Spanier (1,3 %), Rumänen (1 %), sonstige (14 %, darunter Briten, Polen, Niederländer, Chinesen und weitere) (2022, Schätzung) |
| Macau                                      | Nach Ethnie Chinesen (88,7 %), Portugiesen (1,1 %), Macanesen (1,1 %), sonstige (9,2 %) (2016, Schätzung) |
| Madagaskar                                 | Nach Ethnie Merina (26 %), Betsimisaraka (15 %), Betsileo (12 %), Tsimihety (7 %), Sakalava (6 %), Antaisaka (5 %), Antandroy (5 %), sonstige (24 %) (2007, Schätzung) |
| Malawi                                     | Nach Ethnie Chewa (34,3 %), Lomwe (18,8 %), Wayao (13,2 %), Ngoni (10,4 %), Tumbuka (9,2 %), Sena (3,8 %), Mang'anja (3,2 %), Tonga (1,8 %), Nyanja (1,8 %), Nkhonde (1 %), Sonstige (2,2 %), Ausländer (0,3 %) (2018, Volkszählung) |
| Malaysia                                   | Nach Ethnie Bumiputra (69,7 %, davon 57,3 % Malaien und 12,4 % Indigene Völker), Chinesen (22,9 %), Inder (6,6 %), Sonstige (0,8 %) (2021, Volkszählung) |
| Malediven                                  | Nach Ethnie Maledivier (Mischung aus Singhalesen, Draviden, Arabern, Austroasiatischen Völkern und Afrikanern) (Schätzung) |
| Mali                                       | Nach Ethnie Bambara (33,3 %), Fulbe (13,3 %), Soninke (9,8 %), Senufo (9,6 %), Malinke (8,8 %), Dogon (8,7 %), Songhai (5,9 %), Bobo (2,1 %), Tuareg (1,7 %), Ausländer (0,7 %), sonstige (6,0 %) (2018, Schätzung) |
| Malta                                      | Nach Nationalität Malteser (78 %) und Ausländer (22 %) (2021, Schätzung) |
| Marokko                                    | Nach Ethnie (ohne Westsahara) Araber und Berber (99 %), Sonstige (1 %) (Schätzung) |
| Marshallinseln                             | Nach Ethnie Marshaller (92,1 %), vermischte Abstammung (5,9 %), sonstige (2 %) (2006, Schätzung) |
| Mauretanien                                | Nach ethnosozialer Gruppe Haratin/schwarze Mauren (40 %), Bidhan/weiße Mauren (30 %), Schwarze (30 %, darunter Fulbe, Soninke, Bambara, Tukulor, Wolof und weitere) (Schätzung) |
| Mauritius                                  | Nach Ethnie Inder (68 %), Kreolen (27 %), Chinesen (3 %), Europäer (2 %) (Schätzung) |
| Mexiko                                     | Nach Ethnie Mestizen (62 %), mehrheitlich Abstammung von den Ureinwohnern Amerikas (21 %), Ureinwohner Amerikas (7 %), Sonstige (10 %, darunter Europäer, Araber, Asiaten, Afrikaner) (2012, Schätzung) |
| Mikronesien                                | Nach Ethnie Chuukesen (49,3 %), Pohnpeianer (29,8 %), Kosreaner (6,3 %), Yapesen (5,7 %), Bewohner der äußeren Yap-Inseln (5,1 %), Polynesier (1,6 %), Asiaten (1,4 %), sonstige (0,8 %) (2010, Schätzung) |
| Moldau                                     | Nach Ethnie (ohne Transnistrien) Moldauer (75,1 %), Rumänen (7 %), Ukrainer (6,6 %), Gagausen (4,6 %), Russen (4,1 %), Bulgaren (1,9 %), Sonstige (0,8 %) (2014, Volkszählung) |
| Monaco                                     | Nach Geburtsland Monaco (32,1 %), Frankreich (19,9 %), Italien (15,3 %), Vereinigtes Königreich (5,0 %), Belgien (2,3 %), Schweiz (2,0 %), Deutschland (1,9 %), Russland (1,8 %), Vereinigte Staaten (1,1 %), Niederlande (1,1 %), Marokko (1,0 %), Sonstige (16,6 %) (2016, Schätzung) |
| Mongolei                                   | Nach Ethnie Chalcha (83,8 %), Kasachen (3,8 %), Dürbeten (2,6 %), Bayad (2,0 %), Burjaten (1,4 %), Zachtschin (1,2 %), Dariganga (1,1 %), sonstige (4,1 %) (2020, Volkszählung) |
| Montenegro                                 | Nach Ethnie Montenegriner (45 %), Serben (28,7 %), Bosniaken (8,7 %), Albaner (4,9 %), Muslime (3,3 %), Roma (1 %), Kroaten (1 %), sonstige (2,6 %), unspezifiziert (4,9 %) (2011, Volkszählung) |
| Montserrat                                 | Nach Ethnie Schwarze (86,2 %), vermischte Abstammung (4,8 %), Hispanics/Spanier (3 %), Weiße (2,7 %), Inder (1,6 %), sonstige (1,8 %) (2018, Volkszählung) |
| Mosambik                                   | Nach Ethnie Afrikaner (99 %, Makua, Tsonga, Lomwe, Sena und weitere), Mestico (0,8 %, Europäische und afrikanische Abstammung), sonstige (0,2 %, Europäer, Inder, Pakistaner, Chinesen) (2017, Volkszählung) |
| Myanmar                                    | Nach Ethnie Bamar (68 %), Shan (9 %), Karen (7 %), Rohingya (4 %), Chinesen (3 %), Inder (2 %), Mon (2 %), sonstige (5 %, 135 anerkannte ethnische Gruppen) (Schätzung) |
| Namibia                                    | Nach Ethnie Ovambo (50 %), Kavangos (9 %), Herero (7 %), Damara (7 %), Farbige (6,5 %), Weiße (6 %), Nama (5 %), Caprivianer (4 %), San (3 %), Baster (2 %), Batswana (0,5 %) (Schätzung) |
| Nauru                                      | Nach Ethnie Nauruer (88,9 %), vermischte Abstammung (6,6 %), I-Kiribati (2 %), sonstige (2,5 %, darunter Chinesen, Europäer, Inder und weitere) (2007, Schätzung) |
| Nepal                                      | Nach Ethnie/Kaste Chhettri (16,5 %), Bahun (11,3 %), Magar (6,9 %), Tharu (6,2 %), Tamang (5,6 %), Bishwokarma (5 %), Ethnische Muslime (4,9 %), Newar (4,6 %), Yadav (4,2 %), Rai (2,2 %), Pariyar (1,9 %), Gurung (1,9 %), Thakuri (1,7 %), Mijar (1,6 %), Teli (1,5 %), Limbu (1,4 %), Chamar (1,4 %), Koiri (1,2 %), sonstige (20 %, über 100 ethnische Gruppen/Kasten) (2021, Volkszählung) |
| Neukaledonien                              | Nach Ethnie Kanak (39,1 %), Europäer (27,1 %), Walliser, Futunier (8,2 %), Tahitianer (2,1 %), Indonesier (1,4 %), Ni-Vanuatu (1 %), Vietnamesen (0,9 %), sonstige (17,7 %), unspezifiziert (2,5 %) (2014, Schätzung) |
| Neuseeland                                 | Nach Ethnie (mit Mehrfachnennung) Europäer (64,1 %), Maori (16,5 %), Chinesen (4,9 %), Inder (4,7 %), Samoaner (3,9 %), Tongaer (1,8 %), Cook-Islands-Maori (1,7 %), Engländer (1,5 %), Filipino (1,5 %), Neuseeländer (1 %), sonstige (13,7 %) (2018, Schätzung) |
| Nicaragua                                  | Nach Ethnie Mestizen (69 %), Weiße (17 %), Schwarze (9 %), Ureinwohner Amerikas (5 %) (Schätzung) |
| Niederlande                                | Nach Herkunft Niederländer und Friesen (74,8 %), Türkeistämmige (2,4 %), Marokkaner (2,4 %), Surinamesen (2,1 %), Indonesier (2,0 %), Deutsche (2,0 %), Polen (1,3 %), Syrer (0,7 %), Belgier (0,7 %), sonstige (11,6 %, darunter Briten, Chinesen, Iraker und weitere) (2022, Schätzung) |
| Niger                                      | Nach Ethnie Hausa (53,1 %), Songhai (21,2 %), Tuareg (11 %), Fulbe (6,5 %), Kanuri (5,9 %), Gurma (0,8 %), Araber (0,4 %), Tubu (0,4 %), sonstige (0,9 %) (2006, Schätzung) |
| Nigeria                                    | Nach Ethnie Hausa (30 %), Yoruba (15,5 %), Igbo (15,2 %), Fulbe (6,0 %), Tiv (2,4 %), Kanuri (2,4 %), Ibibio (1,8 %), Ijaw (1,8 %), sonstige (24,9 %, mehr als 200 ethnische Gruppen) (2018, Schätzung) |
| Niue                                       | Nach Ethnie Niuer (65,4 %), vermischte Abstammung (14 %), sonstige (20,6 %) (2017, Schätzung) |
| Nordkorea                                  | Nach Ethnie Koreaner (99,8 %), sonstige (Chinesen, Japaner und weitere, 0,2 %) (Schätzung) |
| Nordmazedonien                             | Nach Ethnie Mazedonier (58,4 %), Albaner (24,3 %), Türken (3,9 %), Roma (2,5 %), Serben (1,3 %), Bosniaken (0,9 %), Aromunen (0,5 %), sonstige (0,8 %, darunter Bulgaren, Kroaten und weitere), unspezifiziert (7,4 %) (2021, Volkszählung) |
| Nördliche Marianen                         | Nach Ethnie Asiaten (50 %, darunter Filipinos 35,3 %, Chinesen 6,8 %, Koreaner 4,2 % und andere Asiaten 3,7 %), indigene Hawaiianer und andere Pazifikinsulaner (34,9 %, darunter Chamorro 23,9 %, Karoliner 4,6 % und sonstige 6,4 %), sonstige (2,5 %), zwei oder mehr Ethnien (12,7 %) (2010, Volkszählung) |
| Norwegen                                   | Nach Migrationsstatus Norweger (75,5 %), Norweger mit Migrationshintergrund (9,7 %), Ausländer (14,8 %, darunter Polen, Litauer, Somalier, Syrer, Pakistaner, Schweden und weitere) (2022, Schätzung) |
| Oman                                       | Nach Nationalität Omaner (57,6 %), Ausländer (42,4 %) (2023, Schätzung) Nach Ethnie Araber, Belutschen, Südasiaten (Inder, Pakistaner, Sri Lanker, Bangladescher), Afrikaner (Schätzung) |
| Österreich                                 | Nach Migrationsstatus Österreicher ohne Migrationshintergrund (74 %), Österreicher mit Migrationshintergrund (7 %), Ausländer (19 %) (2023, Schätzung) Nach Staatsangehörigkeit Österreicher (81,0 %), Deutsche (2,5 %), Rumänen (1,6 %), Serben (1,3 %), Türken (1,3 %), Ungarn (1,1 %), Bosnier (1,1 %), Kroaten (1,1 %), Syrer (0,9 %), Polen (0,7 %), Afghanen (0,5 %), Slowaken (0,5 %), sonstige (6,1 %), unspezifiziert (0,3 %) (2023, Schätzung) |
| Osttimor                                   | Nach Ethnie Austronesisch (malaiisch-polynesisch) (einschließlich Tetum, Mambai, Tokodede, Galoli, Kemak, Baikeno), melanesisch-papua (einschließlich Bunak, Fataluku, Makalero), kleine chinesische und portugiesische Minderheit (Schätzung) |
| Pakistan                                   | Nach Ethnie Punjabis (44,7 %), Paschtunen (15,4 %), Sindhi (14,1 %), Saraiki (8,4 %), Muhajir (7,6 %), Belutschen (3,6 %), sonstige (6,3 %) (Schätzung) Nach Muttersprache Punjabi (38,8 %), Paschtunisch (18,2 %), Sindhi (14,5 %), Saraiki (12,2 %), Urdu (7,1 %), Belutschisch (3,0 %), Hindko (2,4 %), Brahui (1,2 %) sonstige (2,6 %) (2017, Volkszählung) |
| Palau                                      | Nach Ethnie Palauaner (73 %), Asiaten (21,7 %), Karoliner (2 %), Weiße (1,2 %), sonstige (2015, Schätzung) |
| Palästina                                  | Nach Ethnie Gazastreifen – Palästinenser (über 99 %); Westjordanland und Ostjerusalem – Palästinenser (ca. 75 %) und Jüdische Siedler (ca. 25 %) (2019, Schätzung) |
| Panama                                     | Nach Ethnie Mestizen (65 %), Ureinwohner Amerikas (12,3 %, darunter Guaymí 7,6 %, Kuna 2,4 %, Embera 0,9 %, sonstige 2,1 %), Schwarze (9,2 %), Mulatten (6,8 %), Weiße (6,7 %) (2010, Volkszählung) |
| Papua-Neuguinea                            | Nach Ethnie Papua, Melanesier, Negritos, Mikronesier, Polynesier; hunderte ethnische Gruppen und Stämme |
| Paraguay                                   | Nach Ethnie Mestizen (95 %), sonstige (5 %, Weiße, Ureinwohner Amerikas, Asiaten, Araber) (Schätzung) |
| Peru                                       | Nach Ethnie Mestizen (60,2 %), Ureinwohner Amerikas (25,8 %, darunter Aymara, Quechua und weitere), Weiße (5,9 %), Afroperuaner (3,6 %), sonstige (1,2 %, darunter Japaner, Chinesen und weitere), Unspezifiziert (3,3 %) (2017, Volkszählung) |
| Philippinen                                | Nach Ethnie Tagalog (24,4 %), Visaya (11,4 %), Cebuano (9,9 %), Ilokano (8,8 %), Hiligaynon (8,4 %), Bikol (6,8 %), Waray (4 %), sonstige (26,1 %), Ausländer (0,1 %) (2010, Schätzung) |
| Pitcairninseln                             | Nachkommen der Meuterer der Bounty und ihrer tahitianischen Ehefrauen |
| Polen                                      | Nach Ethnie Polen (96,9 %), Schlesier (1,1 %), Deutsche (0,2 %), Ukrainer (0,1 %), sonstige und unspezifiziert (1,1 %) (2011, Volkszählung) |
| Portugal                                   | Nach Nationalität Portugiesen (92,5 %), Brasilianer (2,3 %), Briten (0,4 %), Kap-Verdier (0,4 %), Inder (0,3 %), sonstige (4,1 %, darunter Italiener, Angolaner, Franzosen, Ukrainer und weitere) (2022, Schätzung) |
| Puerto Rico                                | Nach Ethnie Weiße (75,8 %), Schwarze (12,4 %), sonstige (8,5 %) vermischte Abstammung (3,3 %) (2010, Volkszählung) |
| Ruanda                                     | Nach Ethnie Hutu, Tutsi, Twa |
| Rumänien                                   | Nach Ethnie Rumänen (89,3 %), Magyaren (6 %), Roma (3,4 %, laut anderen Schätzungen 5–11 %), Ukrainer (0,3 %), Deutsche (0,1 %) (2021, Volkszählung) |
| Russland                                   | Nach Ethnie Russen (80,9 %), Tataren (3,6 %), Tschetschenen (1,3 %), Baschkiren (1,2 %), Tschuwaschen (0,8 %), Awaren (0,8 %), Armenier (0,7 %), Ukrainer (0,7 %), sonstige (10 %, darunter Darginer, Kabardiner, Inguschen, Kalmücken, Kasachen und weitere) (Volkszählung 2021, Anteile beziehen sich auf Personen die ihre Ethnie angegeben haben) |
| Saint-Barthélemy                           | Nach Ethnie Franzosen, Portugiesen, Kariben, Schwarze |
| St. Helena, Ascension und Tristan da Cunha | Nach Ethnie Schwarze (50 %), Weiße (25 %), Chinesen (25 %) (Schätzung) |
| St. Kitts und Nevis                        | Nach Ethnie Schwarze (92,5 %), vermischte Abstammung (3 %), Weiße (2,1 %), Inder (2,1 %), sonstige (0,6 %), unspezifiziert (0,3 %) (2001, Schätzung) |
| St. Lucia                                  | Nach Ethnie Schwarze (85,2 %), vermischte Abstammung (10,9 %), Inder (2,2 %), sonstige (1,6 %), unspezifiziert (0,1 %) (2010, Schätzung) |
| Saint-Martin                               | Nach Ethnien Kreolen (Mulatten), Schwarze, Guadeloupe-Mestizen (französisch-ostasiatische Abstammung), Weiße, Inder, sonstige (Schätzung) |
| Saint-Pierre und Miquelon                  | Nachfahren baskischer und bretonischer Fischer aus Frankreich |
| St. Vincent und die Grenadinen             | Nach Ethnie Schwarze (71,2 %), vermischte Abstammung (23,0 %), Ureinwohner Amerikas (3,0 %), Inder (1,1 %), Weiße (1,5 %), sonstige (0,2 %) (2012, Schätzung) |
| Salomonen                                  | Nach Ethnie Melanesier (95,3 %), Polynesier (3,1 %), Mikronesier (1,2 %), sonstige (0,3 %) (2009, Schätzung) |
| Sambia                                     | Nach Ethnie Bemba (21 %), Tonga (13,6 %), Chewa (7,4 %), Lozi (5,7 %), Nsenga (5,3 %), Tumbuka (4,4 %), Ngoni (4 %), Lala (3,1 %), Kaonde (2,9 %), Namwanga (2,8 %), Lunda (2,6 %), Mambwe (2,5 %), Luvale (2,2 %), Lamba (2,1 %), Ushi (1,9 %), Lenje (1,6 %), Bisa (1,6 %), Mbunda (1,2 %), sonstige (13,8 %), nicht spezifiziert (0,4 %) (2010, Volkszählung) |
| Samoa                                      | Nach Staatsbürgerschaft Samoaner (96 %), Samoaner und Neuseeländer (2 %), sonstige (1,9 %) (2011, Volkszählung) |
| San Marino                                 | Nach Ethnie San-Marinesen und Italiener |
| São Tomé und Príncipe                      | Nach ethnosozialer Gruppe Mestico (Nachkommen von Portugiesen und Afrikanern), Angolares (Nachkommen angolanischer Sklaven), Forros (Nachkommen freigelassener Sklaven), Servicais (Vertragsarbeiter aus Angola, Mosambik und Kap Verde), Tongas (auf den Inseln geborene Kinder von Servicais), Europäer (hauptsächlich Portugiesen), Asiaten (hauptsächlich Chinesen) |
| Saudi-Arabien                              | Nach Nationalität Saudis (58,4 %), Ausländer (41,6 %, darunter Inder, Pakistaner, Südostasiaten und weitere) (2022, Volkszählung) |
| Schweden                                   | Nach Migrationsstatus Schweden (65,4 %), Schweden mit Migrationshintergrund (14,3 %), Ausländer (20,4 %, darunter Syrer, Iraker, Finnen, Polen, Iraner, Somalier und Afghanen und weitere) (2022, Schätzung) Nach Geburtsland Schweden (80,3 %), Syrien (1,9 %), Irak (1,4 %), Finnland (1,4 %), sonstige (15 %) (2020, Schätzung) |
| Schweiz                                    | Nach Migrationsstatus (über 15 Jahre) Schweizer ohne Migrationshintergrund (59,3 %), Schweizer mit Migrationshintergrund und Ausländer (39,2 %) (2021, Schätzung) Nach Geburtsland Schweiz (69,2 %), Deutschland (4,2 %), Italien (3,2 %), Portugal (2,5 %), Frankreich (2,1 %), Kosovo (1,1 %), Türkei (1,0 %), sonstige (16,7 %, darunter Serbien, Nordmazedonien, Österreich und weitere) (2020, Schätzung) |
| Senegal                                    | Nach Ethnie Wolof (39,7 %), Fulbe (27,5 %), Serer (16 %), Mandinka (4,9 %), Diola (4,2 %), Soninke (2,4 %), sonstige (5,4 %, einschließlich Europäer und Libanesen) (2019, Schätzung) |
| Serbien                                    | Nach Ethnie Serben (80,6 %), Magyaren (2,8 %), Bosniaken (2,3 %), Roma (2,0 %, laut anderen Schätzungen 5–11 %), Albaner (0,9 %) Kroaten (0,6 %), Slowaken (0,6 %), sonstige (2,0 %, darunter Walachen, Rumänen und weitere), unspezifiziert (8,2 %) (2022, Volkszählung) |
| Seychellen                                 | Nach Ethnie Überwiegend Kreolen (vor allem ostafrikanischer und madagassischer Herkunft); außerdem französische, indische, chinesische und arabische Bevölkerungsgruppen (Schätzung) |
| Sierra Leone                               | Nach Ethnie Temne (35,4 %), Mende (30,8 %), Limba (8,8 %), Kono (4,3 %), Koranko (4 %), Fulbe (3,8 %), Mandingo (2,8 %), Loko (2 %), Sherbro 1,9 %, Kreolen 1,2 % (Nachkommen befreiter jamaikanischer Sklaven; auch als Krio bekannt), Sonstige (5 %) (2019, Schätzung) |
| Simbabwe                                   | Nach Ethnie Afrikaner (99,4 % Shona, Ndebele und weitere), Weiße (0,2 %), Farbige (0,2 %), Asiaten (0,1 %) (2012, Volkszählung) |
| Singapur                                   | Nach Ethnie Chinesen (74,2 %), Malaien (13,7 %), Inder (8,9 %), sonstige (3,2 %, darunter Eurasier, Europäer, Japaner und weitere) (2021, Volkszählung) |
| Sint Maarten                               | Nach Geburtsort Sint Maarten (29,9 %), Dominikanische Republik (10,2 %), Haiti (7,8 %), Jamaika (6,6 %), Saint Martin (5,9 %), Guyana (5 %), Dominica (4,4 %), Curaçao (4,1 %), Aruba (3,4 %), St. Kitts und Nevis (2,8 %), Indien (2,6 %), Niederlande (2,2 %), Vereinigte Staaten (1,6 %), Suriname (1,4 %), St. Lucia (1,3 %), Anguilla (1,1 %), sonstige (8 %), nicht spezifiziert (1,7 %) (2011, Volkszählung) |
| Slowakei                                   | Nach Ethnie Slowaken (83,8 %), Magyaren (7,8 %), Roma (1,2 %, laut anderen Schätzungen 7–11 %), sonstige (1,8 % darunter, Ukrainer, Deutsche, Tschechen, Polen, Russen und weitere), unspezifiziert (5,4 %) (2021, Volkszählung) |
| Slowenien                                  | Nach Ethnie Slowenen (83,1 %), Serben (2 %), Kroaten (1,8 %), Bosniaken (1,1 %), sonstige oder unspezifiziert (12 %) (2002, Volkszählung) |
| Somalia                                    | Nach Ethnie Somali (85 %), sonstige (15 %, darunter Somalische Bantu, Araber und weitere) (Schätzung) |
| Spanien                                    | Nach Geburtsland Spanien (84,8 %), Marokko (1,7 %), Rumänien (1,2 %), sonstige (12,3 %, darunter Deutschland, Kolumbien, Ecuador, Vereinigtes Königreich, Argentinien und weitere) (2021, Schätzung) |
| Sri Lanka                                  | Nach Ethnie Singhalesen (74,9 %), Sri-Lanka-Tamilen (11,2 %), Moors (9,2 %), indische Tamilen (4,2 %), sonstige (0,5 %) (2012, Volkszählung) |
| Südafrika                                  | Nach Ethnie Schwarze (80,9 %, darunter Zulu, Xhosa und weitere), Farbige (8,8 %), Weiße (7,8 %, darunter Buren und weitere), Inder und andere Asiaten (2,6 %) (2021, Schätzung) |
| Südkorea                                   | Nach Nationalität Koreaner (95,6 %), Ausländer (4,4 %, darunter Chinesen, Vietnamesen, Thailänder und weitere) (2023, Schätzung) |
| Südossetien                                | Nach Ethnie Osseten (89,9 %), Georgier (7,4 %), Russen (1,1 %), Armenier (0,7 %), sonstige (0,8 %) (2015, Volkszählung) |
| Sudan                                      | Nach Ethnie Sudanesische Araber (ca. 70 %), Fur, Bedscha, Nuba, Nubier, Ingessana, Uduk, Fulbe, Masalit, Daju, Gimir, Tunjur, Berti; es gibt über 500 ethnische Gruppen (Schätzung) |
| Südsudan                                   | Nach Ethnie Dinka (ca. 35–40 %), Nuer (ca. 15 %), Schilluk, Azande, Bari, Kakwa, Kuku, Murle, Mundari, Didinga, Ndogo, Bviri, Lndi, Anuak, Bongo, Lango, Dungotona, Acholi, Baka, Fertit (2011, Schätzung) |
| Suriname                                   | Nach Ethnie Inder (27,4 %, Nachfahren von Einwanderern aus Nordindien), Maroons (21,7 %, Nachfahren von entlaufenen Sklaven), Kreolen (21,7 %), Javaner (15,7 %), vermischte Abstammung (13,4 %), sonstige (7,6 %), unspezifiziert (0,6 %) (2012, Schätzung) |
| Svalbard                                   | Nach Nationalität Norweger (61,1 %), Ausländer (38,9 %, darunter Russen, Thailänder, Schweden, Filipinos, Ukrainer und weitere) (2021, Schätzung) |
| Syrien                                     | Nach ethnoreligiöser Gruppe Araber ~50%, Alawiten ~15%, Kurden ~10%, Levantiner ~10%, sonstige ~15% (darunter Drusen, Ismailiten, Imamiten, Nusairier, Assyrer, Turkomanen, Armenier) (Schätzung) |
| Tadschikistan                              | Nach Ethnie Tadschiken (84,3 %, einschließlich Pamiri und Jaghnoben), Usbeken (13,8 %), sonstige (2,0 %, darunter Kirgisen, Russen, Turkmenen, Tataren, Araber und weitere) (2014, Schätzung) |
| Taiwan                                     | Nach Ethnie Über 95 Prozent der taiwanesischen Bevölkerung gehören der Ethnie der Han-Chinesen an, zu denen auch Hoklo, Hakka und andere aus dem chinesischen Mutterland stammende ethnische Gruppen gehören. Knapp 2,4 % gehören zu den Indigenen Völker Taiwans (16 anerkannte Völker). Kleine Anzahl an Ausländern (Südostasiaten, Europäer, Amerikaner) |
| Tansania                                   | Nach Ethnie Festland – Afrikaner 99 % (davon 95 % Bantu, bestehend aus mehr als 130 Stämmen), sonstige 1 % (bestehend aus Asiaten, Europäern und Arabern); Sansibar – Araber, Afrikaner und gemischte Abstammung |
| Thailand                                   | Nach Ethnie Thai (75 %), Chinesen (14 %), Malaien (4 %), sonstige (7 %, darunter Inder, Khmer, Burmesen, Europäer und weitere) (2008, Schätzung) Nach Nationalität Thailänder (97,5 %), Burmesen (1,3 %), sonstige (1,1 %), unspezifiziert (0,1 %) (2015, Schätzung) |
| Togo                                       | Nach Ethnie Adja-Ewe/Mina (42,4 %), Kabye/Tem (25,9 %), Para-Gurma/Akan (17,1 %), Akposso/Akebu (4,1 %), Ana-Ife (3,2 %), sonstige Togolesen (1,7 %), Ausländer (5,2 %), unspezifiziert (0,4 %) (2013/14, Schätzung) |
| Tokelau                                    | Nach Ethnie Tokelauer (64,5 %), vermischte Abstammung (12,5 %), Tuvaluer (7,5 %), Samoaner (5,8 %), andere pazifische Insulaner (3,4 %), sonstige (5,6 %), unspezifiziert (0,8 %) (2016, Schätzung) |
| Tonga                                      | Nach Ethnie Tongaer (97 %), vermischte Abstammung (0,8 %), sonstige (2,2 %), unspezifiziert (0,1 %) (2016, Schätzung) |
| Transnistrien                              | Nach Ethnie Russen (29,1 %), Moldauer (28,6 %), Ukrainer (22,9 %), Bulgaren (2,4 %), Gagausen (1,1 %), Belarussen (0,5 %), sonstige (1,6 %) (2015, Volkszählung) |
| Trinidad und Tobago                        | Nach Ethnie Inder (35,4 %), Schwarze (34,2 %), vermischte Abstammung (23,0 %), sonstige (1,3 %), unspezifiziert (6,2 %) (2011, Volkszählung) |
| Tschad                                     | Nach Ethnie Sara (26,6 %), Araber (12,9 %), Kanembu (8,5 %), Masalit (7,2 %), Tubu (6,9 %), Massa (4,8 %), Bidio (3,7 %), Bulala (3,7 %), Maba (3,0 %), Daju (2,6 %), Mundang (1,5 %), Gabri (2,4 %), Zaghawa (2,4 %), Fulbe (2,1 %), Tupuri (2,0 %), Tama (1,6 %), Karo (1,4 %), Bagirmi (1,3 %), Masmaje (1,0 %), sonstige (2,6 %), Ausländer (0,7 %) (2009, Volkszählung) |
| Tschechien                                 | Nach Nationalität Tschechen (89,7 %), Ukrainer (5,9 %), Slowaken (1,1 %), Vietnamesen (0,6 %), Russen (0,4 %), sonstige (2,3 %) (Schätzung, 2022) |
| Tunesien                                   | Nach Ethnie Araber (98 %), Europäer (1 %), Juden und sonstige (1 %) (Schätzung) |
| Türkei                                     | Nach Ethnien Türken (70–75 %), Kurden (19 %), sonstige (darunter Albaner, Araber, Afrotürken, Bosniaken, Roma, Tscherkessen, Tschetschenen, Zaza und weitere 6–11 %) (2016, Schätzung) |
| Türkische Republik Nordzypern              | Nach Ethnien Türken (99,6 %), Griechen (0,2 %), Engländer (0,2 %), Maroniten (0,1 %), sonstige (0,3 %), (2006, Volkszählung) |
| Turkmenistan                               | Nach Ethnien Turkmenen (85,6 %), Usbeken (5,8 %), Russen (5,1 %), Aserbaidschaner (1,2 %), sonstige (3,5 %, darunter Kasachen, Belutschen, Tataren, Armenier, Ukrainer und weitere) (2012, Volkszählung) |
| Turks- und Caicosinseln                    | Nach Ethnien Schwarze (87,6 %), Weiße (7,9 %), vermischte Abstammung (2,5 %), Inder (1,3 %) sonstige (0,7 %) (2006, Schätzung) |
| Tuvalu                                     | Nach Ethnie Tuvaluer (97 %), vermischte Abstammung (2,4 %), sonstige (0,6 %) (2017, Schätzung) |
| Uganda                                     | Nach Ethnien Baganda (16,5 %), Banyankole (9,6 %), Basoga (8,8 %), Bakiga (7,1 %), Iteso (7 %), Langi (6,3 %), Bagisu (4,9 %), Acholi (4,4 %), Lugbara (3,3 %), sonstige (32,1 %) (2014, Schätzung) |
| Ukraine                                    | Nach Ethnien Ukrainer (77,8 %), Russen (17,3 %), Belarussen (0,6 %), Moldauer (0,5 %), Krimtataren (0,5 %), Bulgaren (0,4 %), Magyaren (0,3 %), Rumänen (0,3 %), Polen (0,3 %), Juden (0,2 %), sonstige (1,8 %) (2001, Volkszählung) |
| Ungarn                                     | Nach Ethnien Magyaren (85,6 %), Roma (3,2 %, laut anderen Schätzungen 5–10 %), Deutsche (1,9 %), sonstige (2,6 %), unspezifiziert (14,1 %) (2011, Volkszählung) |
| Uruguay                                    | Nach Ethnien Weiße (87,7 %), Schwarze (4,6 %), Amerikanische Ureinwohner (2,4 %), sonstige (0,3 %), nicht spezifiziert (5 %) (2011, Schätzung) |
| Usbekistan                                 | Nach Ethnien Usbeken (84,5 %), Tadschiken (4,8 %), Kasachen (2,4 %), Karakalpaken (2,2 %), Russen (2,1 %), Kirgisen (0,8 %), Turkmenen (0,6 %), Tataren (0,5 %), Koreaner (0,5 %), sonstige (1,6 %) (2021, Schätzung) |
| Vanuatu                                    | Nach Ethnien Melanesier (99,2 %), sonstige (0,8 %) (2016, Schätzung) |
| Vatikanstadt                               | Nach Nationalität Italiener, Schweizer, Argentinier und weitere Nationalitäten (2017, Schätzung) |
| Venezuela                                  | Nach Ethnie Mestizen, Europäer, Afrovenezolaner, Araber, Ureinwohner Amerikas |
| Vereinigte Arabische Emirate               | Nach Ethnie Südasiaten (59,4 %, darunter Inder 38,2 %, Bangladescher 9,5 %, Pakistaner 9,4 %, sonstige 2,3 %), Emirati (11,6 %), Ägypter (10,2 %), Filippinos (6,1 %), sonstige (12,8 %) (2015, Schätzung) |
| Vereinigte Staaten                         | Nach Ethnie Weiße (75,5 %, darunter nicht-hispanische Weiße 58,9 %), Afroamerikaner (13,6 %), Asiatische Amerikaner (6,3 %), zwei oder mehr Ethnien (3,0 %), Ureinwohner Amerikas (1,3 %), indigene Hawaiianer und andere pazifische Inselbewohner (0,3 %) (2022, Schätzung) Nach Abstammung (häufigste Nennungen) Afrikaner (13,6 %), Deutsche (12,8 %), Mexikaner (11,2 %), Engländer (9,6 %) Iren (9,5 %), Amerikaner (5,9 %, Abstammung von frühen Siedlern), Italiener (5,3 %), Polen (2,5 %), Franzosen (1,9 %), Puerto-Ricaner (1,7 %), Schotten (1,6 %), Inder (1,3 %), Chinesen (1,3 %), Norweger (1,3 %) (2021, Schätzung)                             |
| Vereinigtes Königreich                     | Nach Ethnie Weiße (86,3 %, darunter 80,0 % Weiße Briten und 6,3 % andere Weiße), Asiaten (7,2 %), Schwarze (3,2 %), vermischte Abstammung (3,2 %), sonstige (1,7 %) (2016, Schätzung) |
| Vietnam                                    | Nach Ethnie Kinh (Vietnamesen) (85,3 %), Tày (1,9 %), Thái (1,9 %), Mường (1,5 %), Khmer (1,4 %), Mong (1,4 %), Nung (1,1 %), sonstige 5,5 % (2019, Volkszählung) |
| Wallis und Futuna                          | Nach Ethnie Polynesier |
| Weihnachtsinsel                            | Nach Ethnie Chinesen (70 %), Europäer (20 %), Malaien (10 %) (2001, Schätzung) |
| Zentralafrikanische Republik               | Nach Ethnie Gbaya (28,8) %, Banda (22,9 %), Mandschia (9,9 %), Sara (7,9 %), Mbaka (7,9 %), Araber-Fulbe (6 %), Mbum (6 %), Ngbandi (5,5 %), Azande (3 %), sonstige (2 %), Ausländer (0,1 %) (2003, Schätzung) |
| Zypern                                     | Nach Ethnie (nur zyprische Staatsbürger in Südzypern) Griechen (98,8 %), sonstige (1,0 %, Maroniten, Armenier, Zyperntürken und weitere), unspezifiziert (0,2 %) (2011, Volkszählung) |